# Thalassoma
Thalassoma – rodzaj ryb okoniokształtnych z rodziny wargaczowatych.

## Klasyfikacja
Gatunki zaliczane do tego rodzaju:
| - Thalassoma amblycephalum - Thalassoma ascensionis - Thalassoma ballieui - Thalassoma bifasciatum – talasoma sinogłowa - Thalassoma cupido - Thalassoma duperrey - Thalassoma genivittatum - Thalassoma grammaticum - Thalassoma hardwicke – talasoma Hardwicka - Thalassoma hebraicum – talasoma hebrajska | - Thalassoma heiseri - Thalassoma jansenii - Thalassoma loxum - Thalassoma lucasanum - Thalassoma lunare – talasoma lunarka - Thalassoma lutescens - Thalassoma newtoni - Thalassoma nigrofasciatum - Thalassoma noronhanum | - Thalassoma pavo – talasoma pawia - Thalassoma purpureum - Thalassoma quinquevittatum - Thalassoma robertsoni - Thalassoma rueppellii - Thalassoma sanctaehelenae - Thalassoma septemfasciatum - Thalassoma trilobatum - Thalassoma virens |

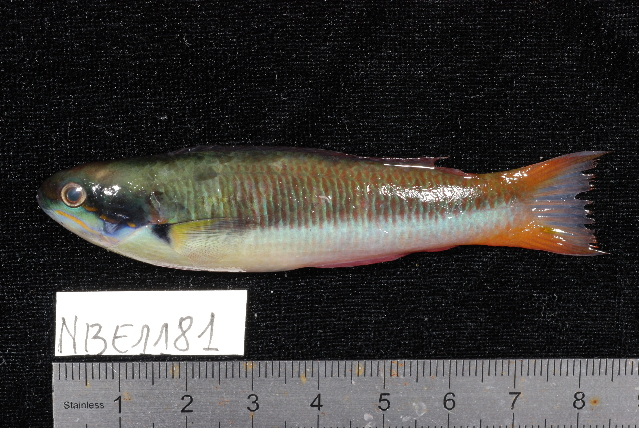
Thalassoma amblycephalum
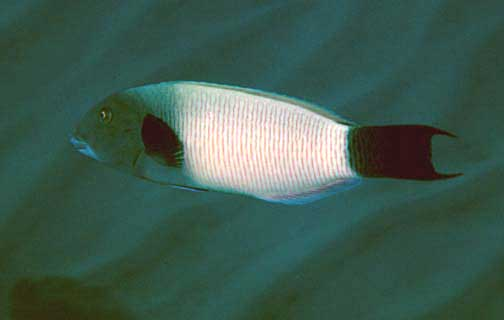
Thalassoma ballieui
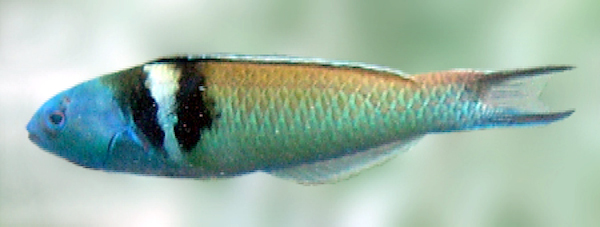
Thalassoma bifasciatum
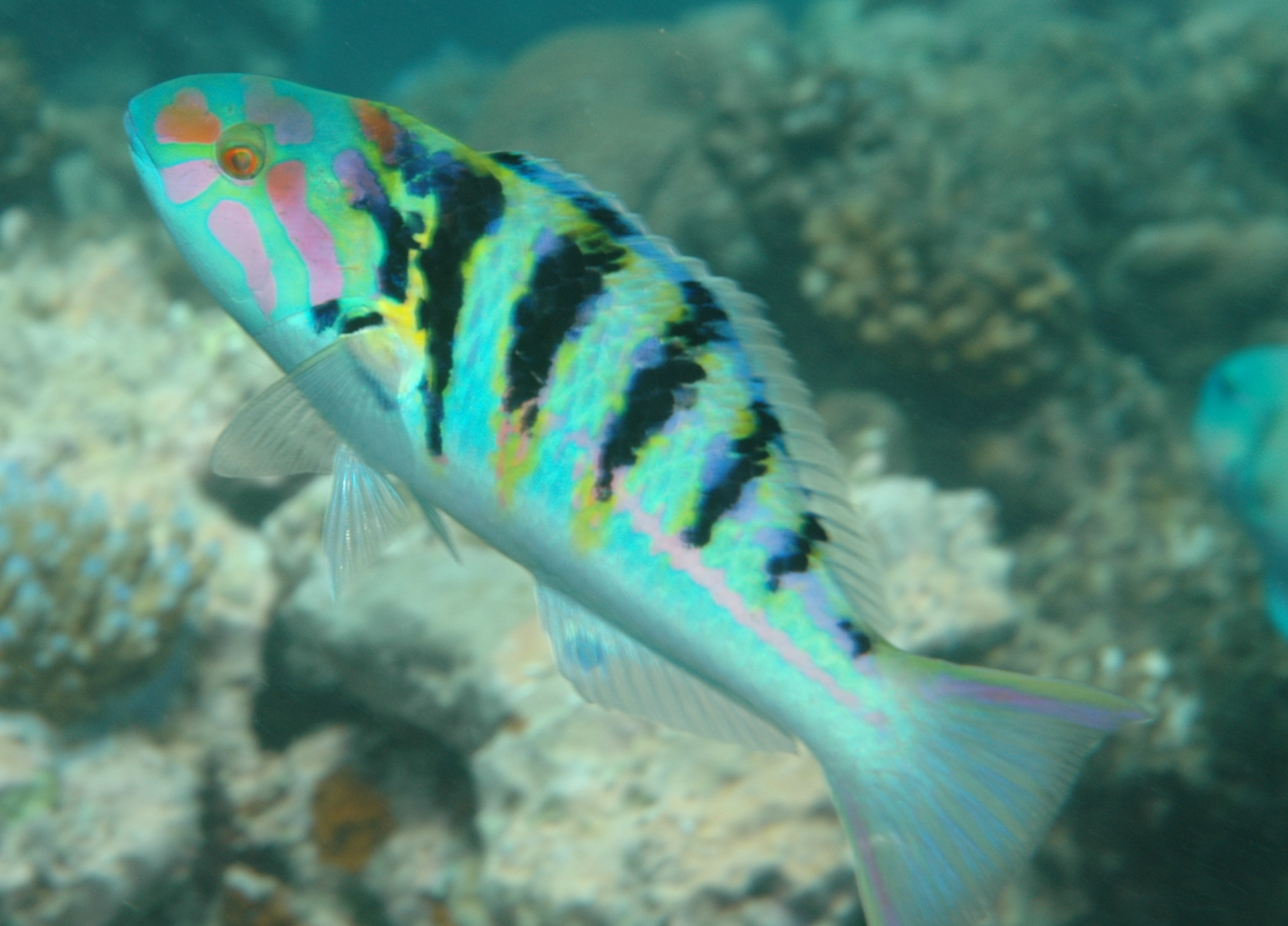
Thalassoma hardwicke
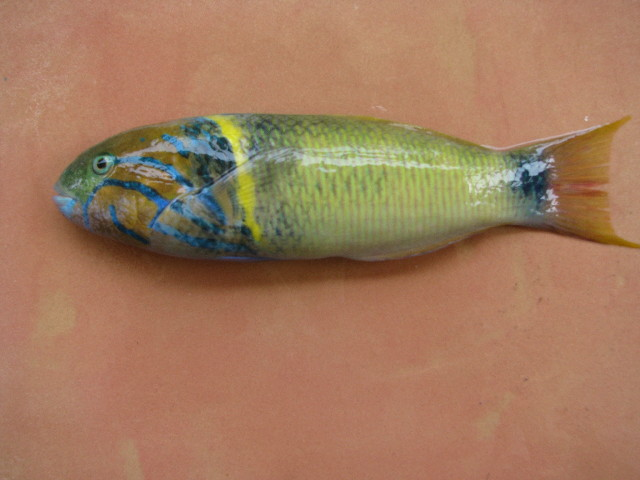
Thalassoma hebraicum
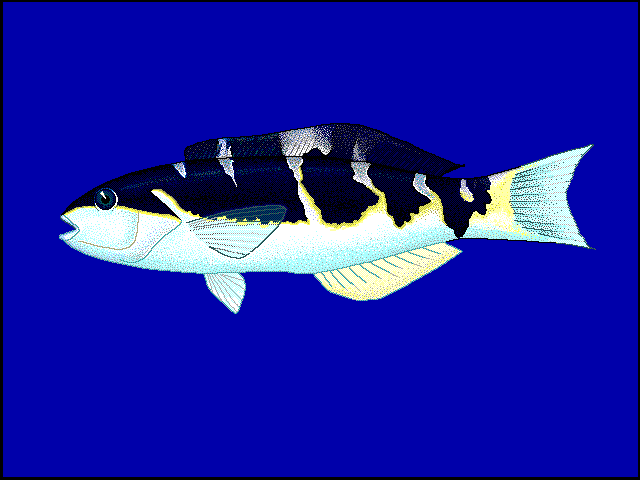
Thalassoma jansenii
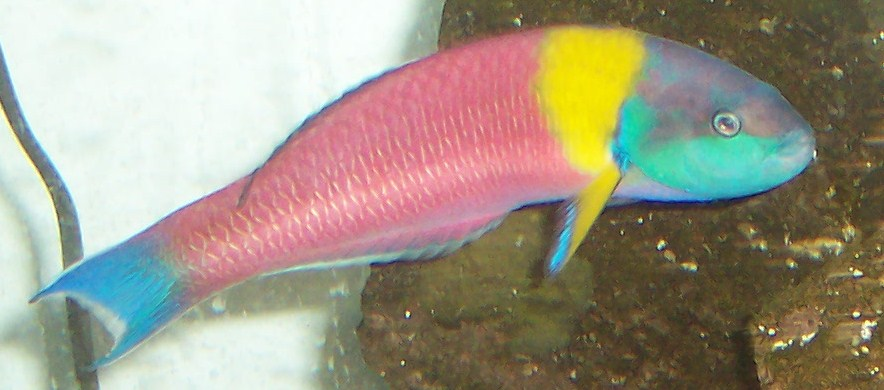
Thalassoma lucasanum
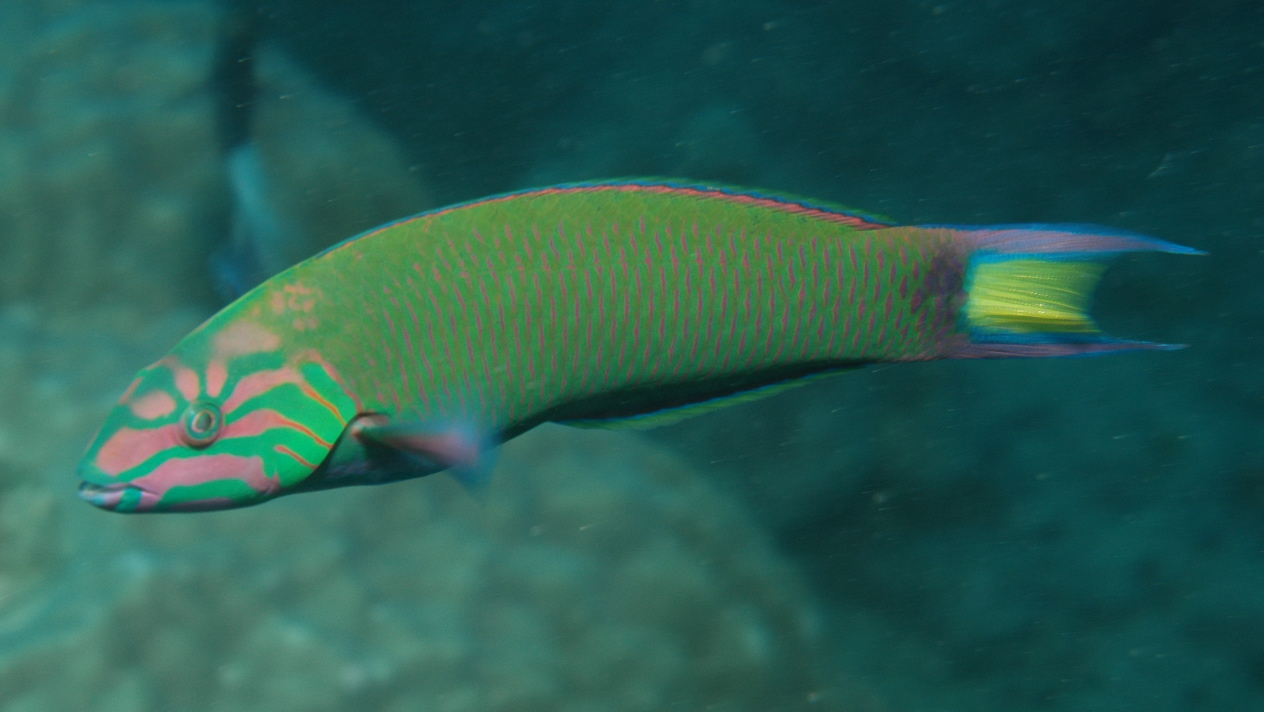
Thalassoma lunare
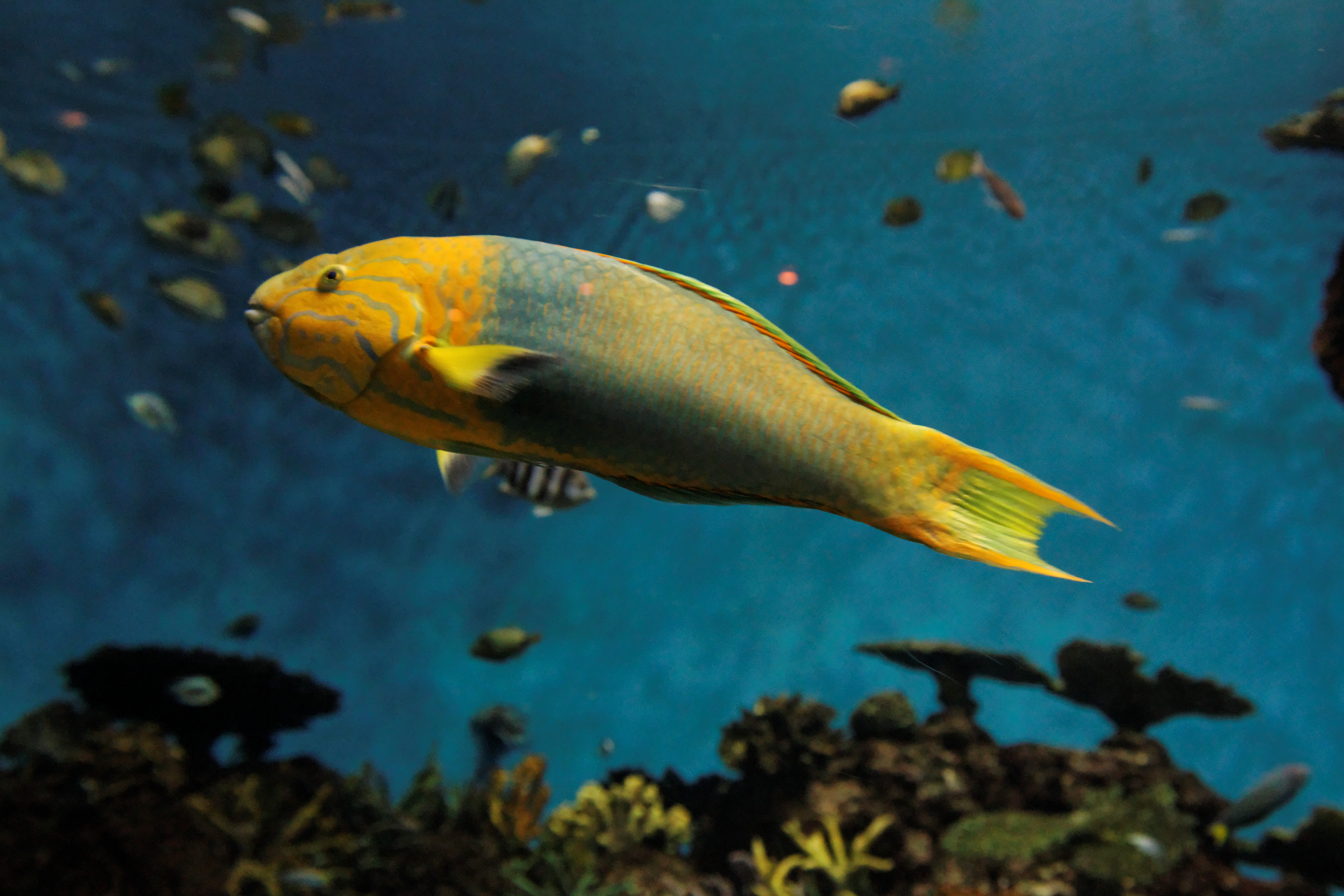
Thalassoma lutescens
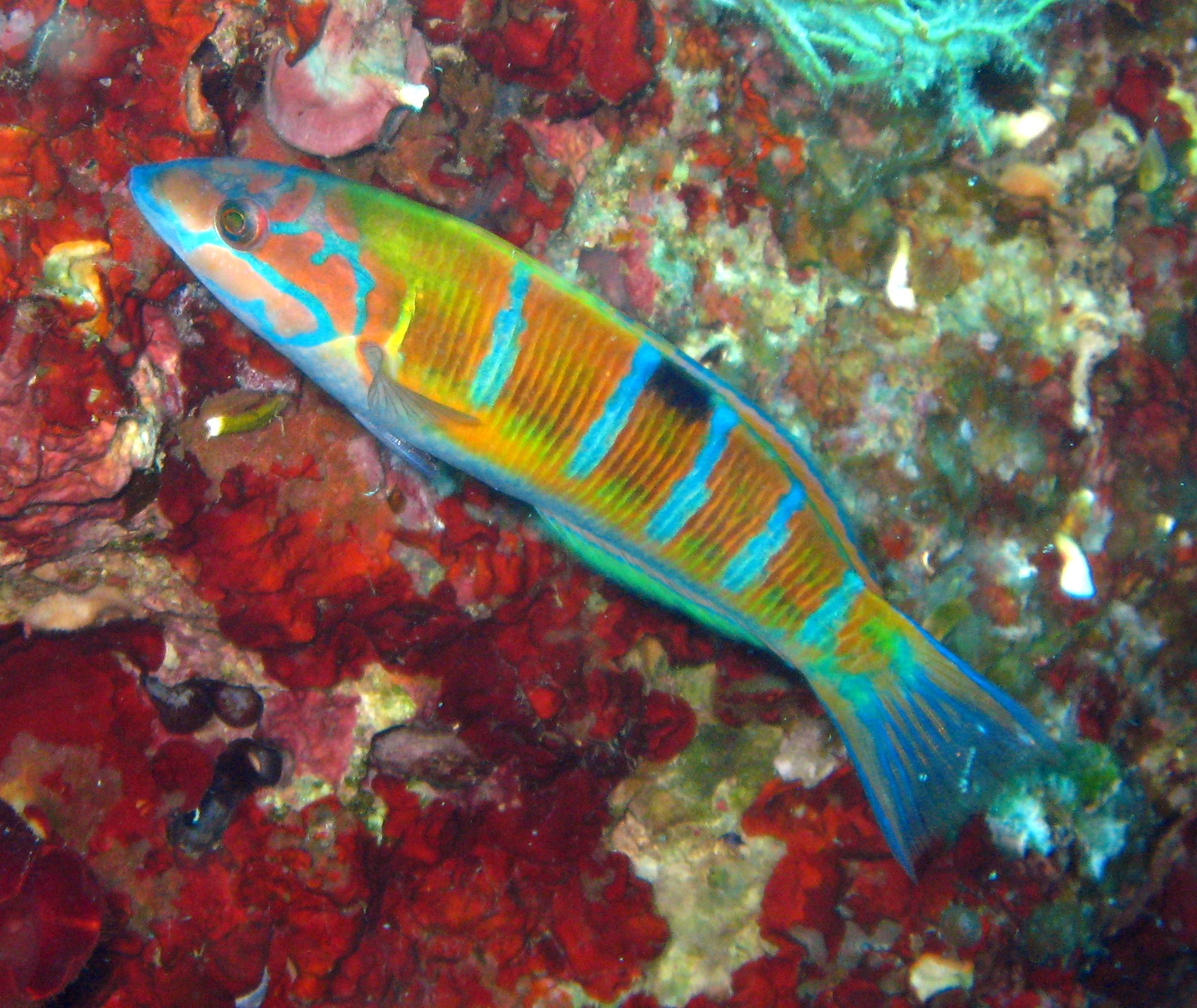
Thalassoma pavo
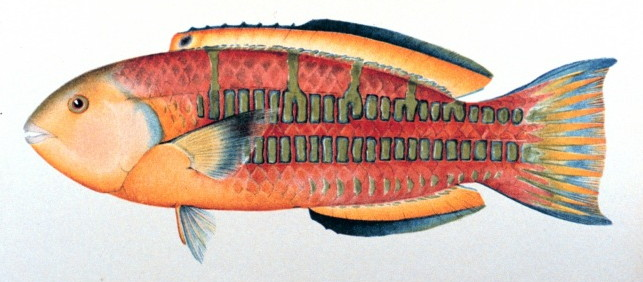
Thalassoma purpureum
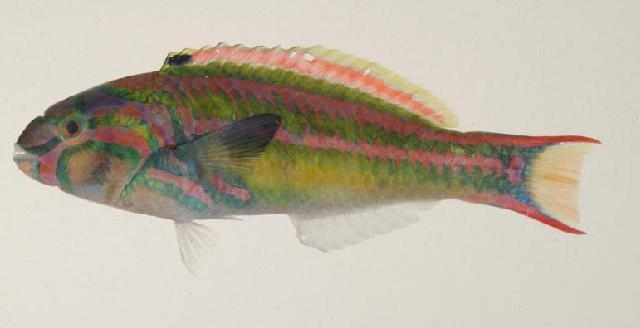
Thalassoma quinquevittatum
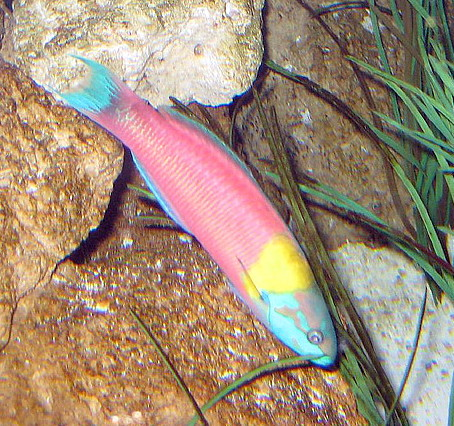
Thalassoma robertsoni
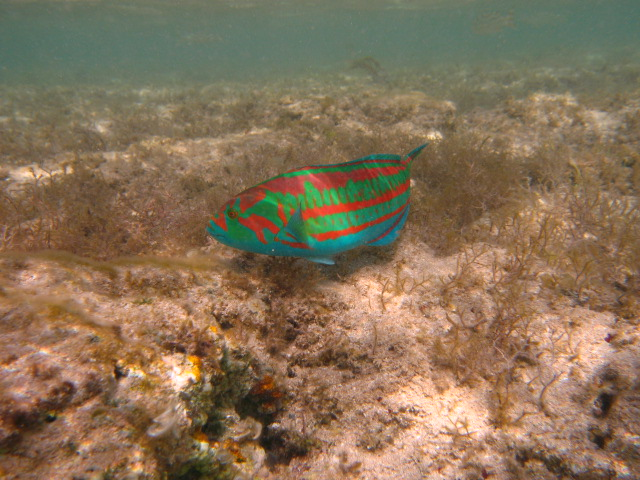
Thalassoma rueppellii
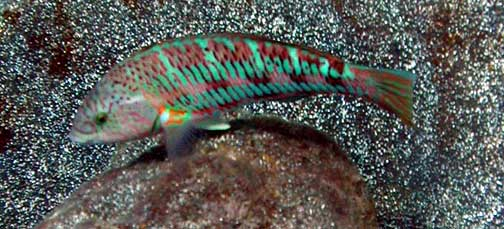
Thalassoma trilobatum